# Bộ Quyết (亅)
Bộ Quyết (亅) nghĩa là "lưỡi câu móc lên" là một trong 6 bộ thủ chỉ có 1 nét trong tổng số 214 Bộ thủ Khang Hy.
Khang Hy tự điển ghi 19 chữ (trong tổng số 49,030) sử dụng bộ thủ này.

## Chữ dùng bộ Quyết (亅)

Chữ tiểu triện.

| Nét   | Chữ                                          |
| ----- | -------------------------------------------- |
| 1 nét | 亅 quyết                                     |
| 2 nét | 了 liễu, liệu                                |
| 3 nét | 亇 cá                                        |
| 4 nét | 予 dư, dữ                                    |
| 5 nét | 争 tranh, tránh (chỉ chữ giản thể)           |
| 7 nét | 爭 tranh, tránh                              |
| 8 nét | 亊 sự (chỉ sử dụng trong Hanja của Hàn Quốc) |
| 9 nét | 事 sự                                        |